# MusicBox (televízióadó)
A Music Box egy interaktív zenei tévéműsor, később tévécsatorna volt.

## Története

### Tévéműsor
A Music Box 1996-ban indult el interaktív zenei tévéműsorként az MSat-on, majd nem sokkal később a Szív TV-n is elkezdték sugározni. A műsor kezdetben éjjeltől délutánig volt látható mindkét csatornán, majd 1999. április 25-től a Nickelodeon műsorblokk idejének jelentős megnövelése miatt az MSat-on csak éjjelente volt látható. A klipeket az MSat-on a 06-90-455-678-as, a Szív TV-n a 06-90-432-132-es telefonszámon kérhették a nézők, háromjegyű kódok formájában. 14:00-05:00-ig az interneten is lehetett szavazni a klipekre.
A műsor 1999. szeptember 24-én megszűnt, mivel a Music Boxot sugárzó csatornák tulajdonosa, a HBCO nem fizette ki a sugárzási díjat az Antenna Hungáriának.

### Tévécsatorna
A műsor megszűnte után a Music Box csapata az önálló tévécsatorna elindítására készült. Először kiadtak egy sajtóközleményt, a csatorna végül 1999. november 12-én indult el. A csatorna Budapesten és annak agglomerációján AM-mikrón és kábelen volt fogható. A klipeket a nézők a 06-90-555-666-os számon kérhették.
A csatornát - a tévéműsort sugárzó HBCO-csatornákhoz hasonlóan - az Antenna Hungária kapcsolta le 2000. augusztus 23-án, oka a csatornával kötött szerződés felmondása volt. A nézők tiltakozást indítottak: mind a Music Boxnak, mind az Antenna Hungáriának küldhettek levelet a csatorna visszatérésével kapcsolatban. A tiltakozás sikeres volt: 2001 májusában - immár a Matáv Kábeltévé budapesti hálózatán - visszatért a csatorna, így 100 ezer háztartásban volt fogható.
A csatorna 2002 szeptemberében végleg megszűnt.